# Chonchi (comuna)
La Comuna de Chonchi es una comuna de la zona sur de Chile, ubicada en la Provincia de Chiloé de la Región de Los Lagos. Cubre la parte central (norte a sur) de la Isla Grande de Chiloé. En el censo de población del año 2017 la comuna tenía 14.858 habitantes, de los cuales un 38,5% habitaba el sector urbano. Su capital es Chonchi.

## Historia

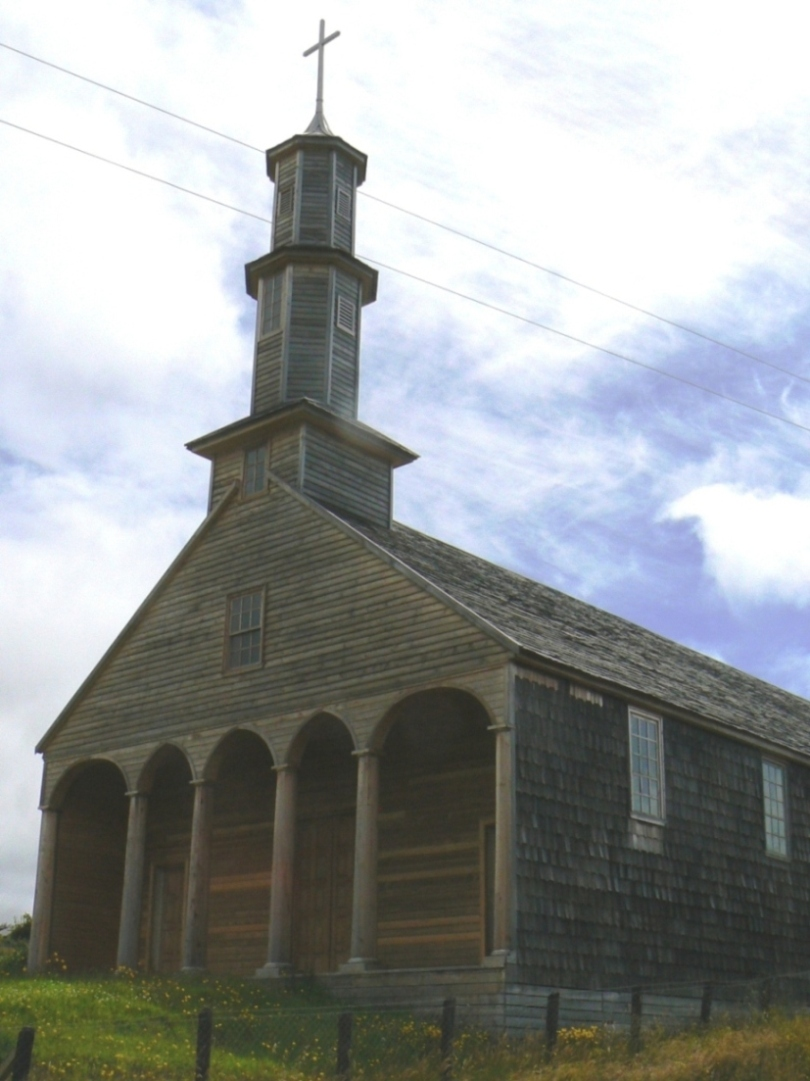
Iglesia de Vilupulli.

Chonchi es una comuna ubicada en la isla grande de Chiloé, en el sur de Chile. Su historia se remonta a tiempos precoloniales, cuando la zona estaba habitada por el pueblo indígena huilliche. En el siglo XVI, los colonizadores españoles llegaron a Chiloé y establecieron asentamientos, incluyendo Chonchi.
Durante la época colonial, Chonchi se convirtió en un importante centro administrativo y religioso. La Iglesia de San Carlos de Borromeo, construida en 1754, es un testimonio destacado de la arquitectura colonial chilota y uno de los principales atractivos de la comuna.
En el siglo XIX, Chonchi experimentó un crecimiento económico impulsado por la actividad agrícola y pesquera. La producción de papas, cereales y ganado fue fundamental para la economía local. Además, la pesca y la explotación de recursos marinos proporcionaron ingresos importantes.
Durante el siglo XX, Chonchi experimentó cambios significativos. La construcción de carreteras y la mejora de las comunicaciones acercaron la comuna al resto de la isla y al continente. La economía se diversificó con la expansión del turismo, aprovechando la belleza natural y el patrimonio cultural de la zona.
En 2000, el centro histórico de Chonchi fue declarado Zona Típica por el Consejo de Monumentos Nacionales de Chile, reconociendo su valor arquitectónico y cultural.

## Medio ambiente

### Geomorfología y componentes abióticos

Trazado simplificado de los ecosistemas y cuerpos de agua presentes en la comuna de Chonchi.

La comuna de Chonchi se encuentra emplazada en las unidades geomorfológicas de Cordillera de la costa con tectónica de hundimiento y Planicie marina o fluviomarina; y presenta según la clasificación climática de Köppen clima templado lluvioso (Cfb), clima templado lluvioso con leve sequedad estival (Cfb (s)), clima templado lluvioso frío (Cfc) y clima templado lluvioso frío con leve sequedad estival (Cfc (s)). Esta además se halla en la cuenca hidrográfica de Islas de Chiloé y Circundantes. Además, la comuna posee diversos cuerpos de agua, entre los que se destacan el lago Coihuin, lago de Natri, lago Huelde, lago Huillinco, lago Lepue, lago Renihue, lago Tarahuin y lago Tepuhueico, laguna El Millán, laguna Notuco y laguna Quinched; y río Aguas Muertas, río Alcaldeo, río Bravo, río Catiao, río Chaiquil, río Cipresal, río Coihuin, río Collil, río de Las Mercedes, río Denal, río Dongo, río Llicaldad o Bravo, río Llin, río Molulco, río Natri, río Negro o Pulpito, río Pumol, río Quilque, río Sur, río Tarahuin y río Trainel.

### Componentes bióticos
Dentro del territorio de la comuna se pueden hallar los siguientes ecosistemas:
- Bosque laurifolio templado costero donde predominan ‘‘Weinmannia trichosperma’’ y ‘‘Laureliopsis philippiana’‘ (Preocupación menor)
- Bosque resinoso templado costero donde predomina Fitzroya cupressoides (Preocupación menor)
- Bosque resinoso templado costero donde predominan Pilgerodendron uvifera y Tepualia stipularis (Preocupación menor)
- Bosque siempreverde templado interior donde predominan Nothofagus nitida y Podocarpus nubigenus (Preocupación menor)

### Medidas de protección ambiental y conflictos socioambientales
Hasta 2022, la comuna de Chonchi cuenta con las siguientes zonas que cuentan con algún nivel de protección ambiental:
- Complejo Turberas Chiloé Central (Sitios ERB)[15]
- Cumorah de Pucatue (Iniciativa de Conservación Privada)[16]
- Foresta del lago (Iniciativa de Conservación Privada)[17]
- Huillinco (Iniciativa de Conservación Privada)[18]
- La cama del toro (Iniciativa de Conservación Privada)[19]
- La granja de Notuco (Iniciativa de Conservación Privada)[20]
- Natre (Iniciativa de Conservación Privada)[21]
- Parque Nacional Chiloé (Parque Nacional)[22]
- Parque Tepuhueico (Iniciativa de Conservación Privada)[23]
- Romazal (Iniciativa de Conservación Privada)[24]
- Santuario de la Naturaleza Lagos Huillinco y Cucao (Santuario de la Naturaleza)[25]
- Santuario de la Naturaleza Turberas Púlpito (Santuario de la Naturaleza)[26]
- Tarahuín (Iniciativa de Conservación Privada)[27]
- Turbera de Pulpito (Iniciativa de Conservación Privada)[28]

## Demografía

### Localidades
La comuna tiene una superficie de 1 362 km² y una forma aproximadamente rectangular. Limita al norte con la comuna de Castro y al sur con las de Queilén y Quellón, mientras que al oeste tiene al océano Pacífico y al este el mar interior de Chiloé. Las únicas islas menores que posee son los islotes de Linlinao y la Isletilla, ambos frente a la costa de Quinched. Dentro de la comuna se encuentran varios lagos, de los cuales los mayores son el lago Natri, el lago Tepuhueico, el Tarahuín y el Huillinco-Cucao, que también es el mayor del archipiélago.
En la costa oriental la cubierta boscosa ha sido reemplazada por praderas y tierras de cultivo y queda poco del bosque original. En esta zona se encuentra la mayor parte de la población y, junto con el pueblo de Chonchi, existen los poblados de Rauco, Vilupulli, Teupa y Terao. La costa occidental en cambio es de relieve más abrupto, con mayores precipitaciones, la población es escasa y por ende se conservan más bosques, en particular en la zona al norte del lago Cucao, que forma parte del Parque Nacional Chiloé; el único poblado de esta parte de la comuna es Cucao, en la bahía del mismo nombre, entre el lago y el río homónimos. La parte intermedia entre ambas costas está a medio camino entre ellas en términos de población y de paisaje, pues hay sectores principalmente dedicados a actividades agropecuarias como el poblado de Huillinco y la ribera sur del lago del mismo nombre, y otros casi deshabitados, como las áreas vecinas a los lagos Tepuhueico y Natri.
Los lugares más poblados de la comuna son el pueblo de Chonchi (4.588 hab), la aldea de Huillinco (520 hab.) y el caserío de Cucao (229 hab.). Además existen decenas de sectores rurales en que la población vive esparcida, con pequeños núcleos alrededor de las capillas y escuelas, como en Rauco, Vilupulli, Huicha, Teupa, Terao, Notuco y Curaco de Vilupulli, entre otros.
Al inicio del fiordo de Castro existe el fortín Tauco, construido en 1780 para defender la entrada a Castro durante el periodo colonial, pero nunca llegó a usarse.

## Administración

### Alcaldes

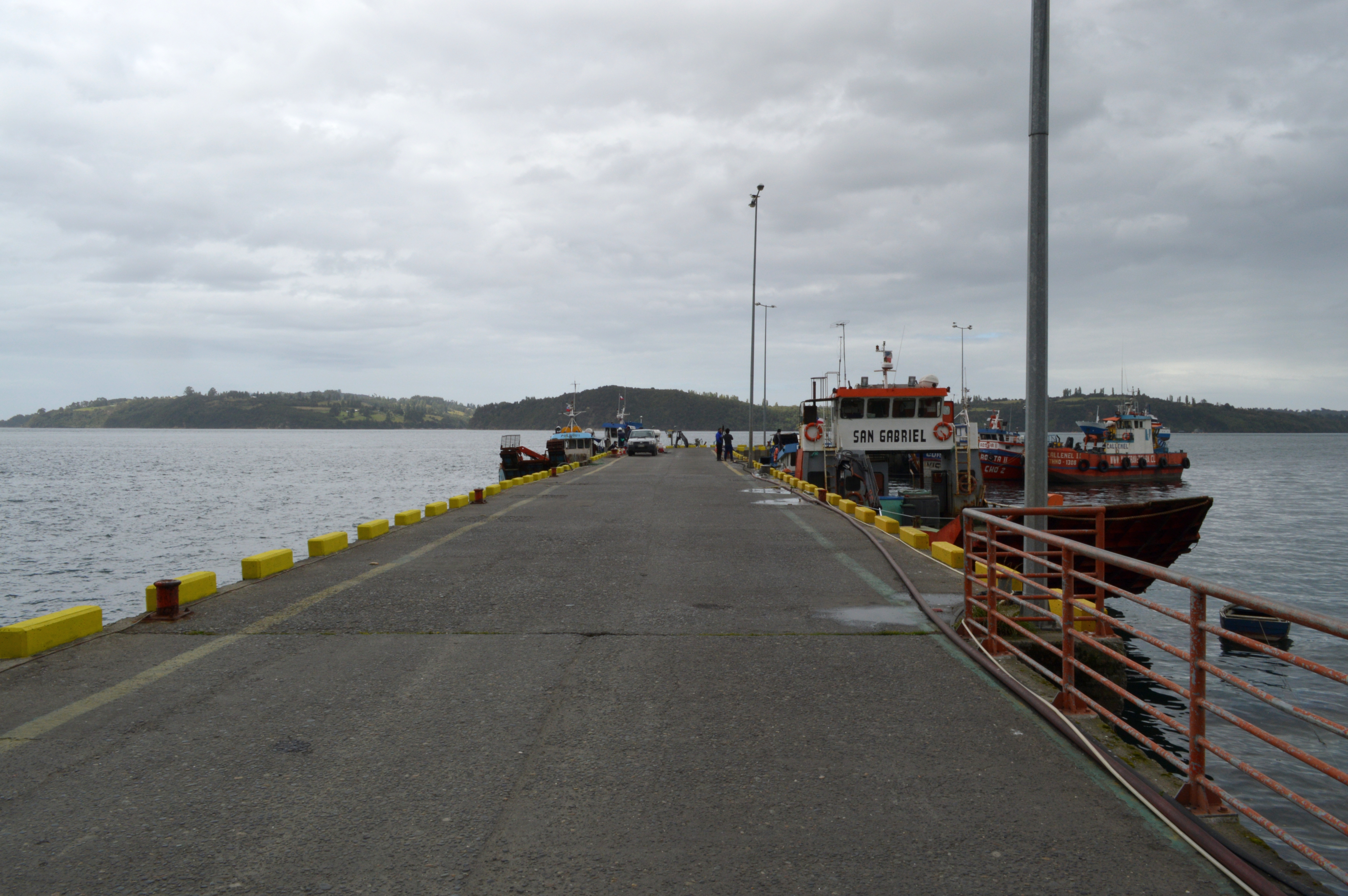
Navíos de la zona y Muelle de Chonchi

| Periodo   | Nombre del Alcalde      | Partido político |
| --------- | ----------------------- | ---------------- |
| 1993–1996 | Eliodoro Macías Vargas  | PDC              |
| 1997–2000 | Juan Cárdenas Quenti    | RN               |
| 2001–2004 | Juan Cárdenas Quenti    | RN               |
| 2005–2008 | Pedro Andrade Oyarzún   | PDC              |
| 2009–2012 | Pedro Andrade Oyarzún   | PDC              |
| 2013–2016 | Pedro Andrade Oyarzún   | PDC              |
| 2017-2020 | Fernando Oyarzún Macías | RN               |

## Cultura

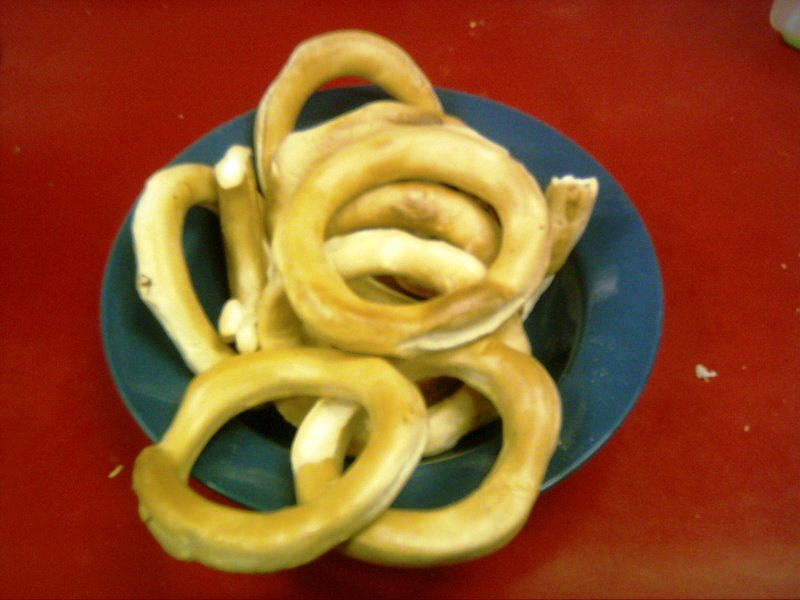
Roscas chonchinas.

Dos recetas típicas de la cocina chonchina son el licor de oro, hecho con suero de leche, azafrán y huevo, y las roscas chonchinas, que primero se hierven y luego se hornean.
La fiesta criolla, se realiza todos los años en el segundo fin de semana de febrero, en el Parque Municipal de Notuco. Es una feria costumbrista donde se puede apreciar la gastronomía típica de la zona, artesanía, folklore y faenas típicas del campo.

## Medios de comunicación

### Radioemisoras
Se pueden captar no solamente radios locales, sino que además emisoras provenientes de Castro, el sector de Molulco (Comuna de Quellón), Puqueldón, Dalcahue, Curaco de Vélez, Achao, y Queilen; algunas con dificultad y otras en buena recepción, dependiendo de ciertos lugares de la ciudad o de la comuna.
FM
- 99.1 MHz - Radio Libertad (local)
- 100.7 MHz - Radio Nahuel (local y provincial)
- 104.7 MHz - Radio El Lago (En ocasiones se escucha)
- 105.1 MHz - Radio San Carlos (local)
- 107.3 MHz - Radio Coihuín (Proveniente del sector de Molulco. Solo se capta en el sector sur de la comuna de Chonchi, en el límite de la Comuna de Quellón)
- 107.7 MHz - FM Stylo (Proveniente del sector de Compu. De la misma manera que la frecuencia anterior, solo se capta en el sector sur de la comuna)

#### Radios Online
- Radio Nahuel (Sección Señal Chonchi 100.7 FM)
- Radio San Carlos

### Televisión
De la misma forma que las radios, se podrán sintonizar los canales de televisión provenientes desde Castro, tanto análogas, como digitales. Actualmente el único canal local es el TV Nahuel (Canal 7). Dicha señal aún no inicia sus transmisiones en la señal digital 7.1, como así su señal OneSeg 7.31 (33 Mux Físico), de la cual fue asignada por la Subtel. 

#### IPTV
- TV Nahuel